# Cerne Abbas
Cerne Abbas ist eine englische Ortschaft etwa 10 km nördlich von Dorchester in der südwestenglischen Grafschaft Dorset. Sie ist bekannt für das Scharrbild Cerne Abbas Giant („Riese von Cerne Abbas“) und das ehemalige Benediktinerkloster Cerne Abbey. Im Census 2011 wurden in Cerne Abbas 784 Einwohner gezählt.

## Lage
Cerne Abbas liegt im Tal des Cerne ungefähr 200 km von London entfernt an der A352, die die Städte Dorchester und Sherborne verbindet. Der Ort grenzt an Sydling St. Nicholas, Buckland Newton, Alton Pancras, Nether Cerne, Up Cerne, Piddletrenthide und Minterne Magna. Cerne Abbas ist Bestandteil des Dorset AONB (AONB steht für dtsch. Gebiet von außerordentlicher natürlicher Schönheit), die Landschaft ist geprägt von der südenglischen Kreideformation und gehört zu den Dorset Downs. Dementsprechend wurden ursprünglich als Baumaterial Kreideblöcke und Flint genutzt.

## Geschichte
Das Dorf verdankt seine Entstehung der Cerne Abbey, einer Benediktinerabtei, die im Jahr 987 n. Chr. gegründet worden ist. Vorher gab es in der Gegend um Cerne Abbas bereits mehrere Siedlungen, von denen auch heute noch teils die Erdwerke zu sehen sind.
Die Verwaltung findet über das Cerne Valley Parish Council statt; unter der Bezeichnung „Cerne Valley“ haben sich Godmanstone, Nether Cerne, Up Cerne und Cerne Abbas zusammengeschlossen. Das Parish Council verwaltet unter anderen eine Kleingartenanlage und den Friedhof in Cerne Abbas.

## Sehenswürdigkeiten
- Ein Großteil von Cerne Abbas ist als Conversational Area ausgezeichnet und das Dorf verfügt über eine Vielzahl an Listed Buildings.
- In der Nähe befindet sich das Scharrbild Cerne Abbas Giant.

## Infrastruktur
Der Ort liegt nicht an einer Bahnstrecke; der Nahverkehr findet mit Omnibussen und einem door-to-door-service statt. Der nächste Bahnhof befindet sich in Dorchester, von wo aus die Bahnlinie London via Weymouth, Bristol und Southampton führt.
Cerne Abbas verfügt über ein Health Centre, das nächste Krankenhaus befindet sich in Dorchester.
In dem Dorf gibt es eine Grundschule, die Cerne Abbas First School, die über eine Vorschule für Kinder ab 3 Jahren verfügt. Der letzte Ofsted-Bericht (Office for Standards in Education, Children’s Services and Skills) von 2011 gibt eine Gesamtschülerzahl von 42 an. Weiterführende Schulen für Kinder aus Cerne Abbas sind die  Dorchester Middle School und die Thomas Hardye School in Dorchester.
Es gibt verschiedene Spielplätze und eine multi-use games area (MUGA), Tennisplätze, der Cricket Ground steht für Fußball und Cricket zur Verfügung. Weitere Sport- und Freizeitaktivitäten finden in der Village hall (Dorfgemeinschaftshaus) statt. Im Dorf gibt es Einkaufsmöglichkeiten und ein Postamt, es gibt drei Pubs und einen tearoom.